# Cicno (hijo de Esténelo)

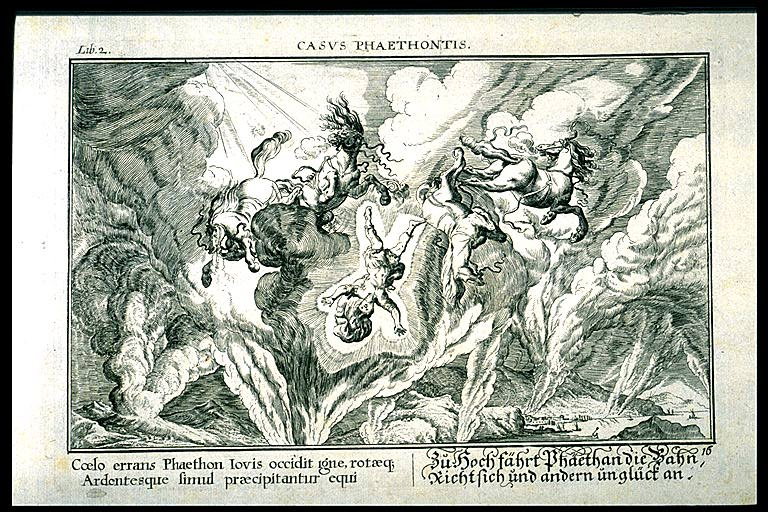
Grabado de Johann Wilhelm Baur (1607 - 1640) empleado en una edición de 1703 de la obra de Ovidio Las metamorfosis: Zeus fulmina con un rayo a Faetón.

En la mitología griega, Cicno era hijo de Esténelo y la oceánide Clímene. Fue rey de Liguria tras su padre. Hermanastro de Faetón (por parte de su madre) y muy vinculado él, abandonó su reino para ir a llorarlo a las orillas del Erídano cuando supo la noticia de su muerte. Todo el día, y también la noche, iba en solitario a lo largo del río, exhalando sus lamentos en cantos melancólicos que se mezclaban con el suave chapoteo del agua y el estremecimiento de los álamos (que eran las Helíades, hermanas de Faetón, metamorfoseadas). Llegó a la vejez sin encontrar consuelo. Los dioses se apiadaron de él, cambiaron sus canas por plumas y lo transformaron en cisne.
Con esta forma, Cicno sigue recordando el rayo de Zeus que fulminó a su amigo: continuó dando tristes lamentos, sin atreverse a emprender el vuelo, en tierra rasa, viviendo en el elemento opuesto al fuego. Otros dicen que el cisne prosiguió detestando los resplandores celestes, lagunas y ríos en los que envejecía.